# Esto no es Suecia
Esto no es Suecia (originalmente titulada en catalán como Això no és Suècia) es una  serie de televisión por internet española-sueca de comedia dramática creada por Aina Clotet, Daniel González y Valentina Viso para RTVE Play, TV3 y SVT, siendo la primera serie de ficción original de RTVE Play. Está protagonizada por Clotet junto a un reparto coral formado por Marcel Borràs, Violeta Sanvisens, Liv Mjönes, Tomás del Estal, Nora Navas, la Langhammer, Enric Auquer, Pol López, Mabel Rivera, Anna Moliner, Nausicaa Bonnín y August Wittgenstein. Tiene previsto su estreno en TV3 para el 27 de noviembre de 2023 de forma semanal, mientras que se estrenaría al completo en RTVE Play para el 28 de noviembre de 2023.

## Trama
Para educar a sus hijas desde un lugar más auténtico y lejos de sus respectivas y dolorosas infancias, Mariana (Aina Clotet) y Samuel (Marcel Borràs) se van a vivir a un barrio de montaña de Barcelona, donde encuentran una comunidad de gente con las mismas aspiraciones. Pero, cuando una tragedia sacude el barrio, desmontando su ideal, las certezas de Mariana y Samuel empiezan a tambalearse y el miedo se instala en la pareja, acercándose peligrosamente a todo de lo que intentaban huir.

## Reparto

### Principal
- Aina Clotet como Mariana "Marian" Moreno
- Marcel Borràs como Samuel "Sam"
- Violeta Sanvisens como Lia
- Artur Santiago y Roc Santiago como Max

con la colaboración especial de
- Liv Mjönes como Annika (Episodio 1; Episodio 3 - Episodio 8)
- Nora Navas como Blanca (Episodio 1 - Episodio 5; Episodio 7 - Episodio 8)
- Nausicaa Bonnín[a] como Laura
- Eva Llorach[b] como Pediatra (Episodio 1; Episodio 4)
- Ia Langhammer como Frida (Episodio 2 - Episodio 8)
- Mabel Rivera como Marisa García Albéniz (Episodio 2 - Episodio 3; Episodio 5)
- Enric Auquer como Pablo (Episodio 3 - Episodio 4; Episodio 8)
- August Wittgenstein como Olivier Karlson (Episodio 6)

## Episodios
| N.º | Título             | Dirigido por                 | Escrito por                                   | Fecha de estreno en TV3 | Fecha de estreno en RTVE | Audiencia en TV3 |
| --- | ------------------ | ---------------------------- | --------------------------------------------- | ----------------------- | ------------------------ | ---------------- |
| 1   | «El cambio»        | Aina Clotet                  | Aina Clotet, Valentina Viso y Daniel González | 27 de noviembre de 2023 | 28 de noviembre de 2023  | 420.000 (20,0%)  |
| 2   | «El miedo»         | Mar Coll                     | Valentina Viso y Daniel González              | 4 de diciembre de 2023  | 28 de noviembre de 2023  | 363.000 (17,8%)  |
| 3   | «Los límites»      | Mar Coll                     | Daniel González y Valentina Viso              | 11 de diciembre de 2023 | 28 de noviembre de 2023  | —                |
| 4   | «El sexo»          | Celia Giraldo y Sara Fantova | Valentina Viso y Daniel González              | 18 de diciembre de 2023 | 28 de noviembre de 2023  | —                |
| 5   | «La familia»       | Mar Coll                     | Daniel González y Valentina Viso              | —                       | 28 de noviembre de 2023  | —                |
| 6   | «Conciliación»     | Celia Giraldo y Sara Fantova | Valentina Viso y Daniel González              | —                       | 28 de noviembre de 2023  | —                |
| 7   | «Autoconocimiento» | Celia Giraldo y Sara Fantova | Daniel González y Valentina Viso              | —                       | 28 de noviembre de 2023  | —                |
| 8   | «Todo pasa»        | Aina Clotet                  | Valentina Viso y Daniel González              | —                       | 28 de noviembre de 2023  | —                |

## Producción
El 28 de noviembre de 2023, RTVE anunció que estaba desarrollando, junto a TV3 y la sueca SVT, la serie de comedia negra Esto no es Suecia, creada por Aina Clotet y Sergi Cameron, como la primera serie de ficción original de RTVE Play. En diciembre de 2023, se anunció que la cadena finlandesa YLE también se había unido a la producción. El rodaje de la serie comenzó en marzo de 2023 , con Clotet como protagonista junto a Marcel Borràs, Nora Navas, Enric Auquer, Tomás del Estal, Liv Mjönes, la Langhammer, Mabel Rivera, Nausicaa Bonnín y Violeta Sanvisens en su debut como actriz. Debido a su naturaleza multicultural, la serie fue rodada en cuatro idiomas, siendo éstos catalán, castellano, inglés y sueco.

## Lanzamiento y marketing
Esto no es Suecia tuvo su estreno mundial en la décima edición del festival Serielizados Fest en Barcelona el 17 de octubre de 2023, como la serie de apertura del festival. Ese mismo mes, la serie presentó su cartel. En noviembre de 2023, RTVE Play sacó el tráiler completo de la serie y programó su estreno al completo en la plataforma para el 28 de noviembre de 2023. A su vez, también se anunció que TV3 estrenaría el primer capítulo de la serie un día antes, el 27 de noviembre de 2023, para después emitir el resto de la serie de forma semanal.

## Premios y reconocimientos
- 2023: Premio Prix Europa a la mejor ficción de televisión, que concede el Parlamento Europeo.   [12]
- 2024: Nominada a los Premios Feroz mejor serie de comedia, que concede la Asociación de Informadores Cinematográficos de España (AICE)  [13]
- 2024: Premio Onda a la mejor serie de comedia.[14]